# Dictyota dichotoma
La dicotoma (Dictyota dichotoma (Hudson) J.V.Lamour., 1809) è un'alga bruna della famiglia Dictyotaceae.

## Descrizione
Forma ciuffi alti fino a 20 cm, di colore dal verde iridescente al bruno, costituiti da sottili lamine ramificate dicotomicamente (da cui l'epiteto specifico), che terminano con un apice bilobato e arrotondato. Si fissa al substrato grazie ad un intreccio di rizoidi che formano una sorta di disco adesivo.

## Diffusione e habitat
È comune nel mar Mediterraneo, nell'oceano Atlantico nord-occidentale e nord-orientale, nel  mar Rosso e nell'oceano Indiano.
Predilige i fondali rocciosi da pochi metri di profondità, spesso in associazione con Cystoseira spp. e Dyctyopteris, sino a 20-25 m. Raramente la si può trovare a profondità maggiori (sino ad 80 m).

## Riproduzione
La fase riproduttiva va da marzo ad agosto, periodo nel quale sulle fronde sono visibili, come piccole macchie scure, i tetrasporangi (organuli preposti alla formazione delle spore). Dalle spore si liberano i gameti che vengono trasportati dalla corrente.